# Hackmania
Hackmania is een geslacht van spinnen uit de  familie van de Dictynidae (kaardertjes).

## Soorten
- Hackmania prominula (Tullgren, 1948)
- Hackmania saphes (Chamberlin, 1948)